# Gediminas Kazlauskas
Gediminas Kazlauskas (* 22. Februar 1959 in Panevėžys) ist ein litauischer Manager, Bauingenieur, Politiker und  Umweltminister (2008–2012).

## Biografie
Gediminas Kazlauskas legte sein Abitur 1977 an der 2. Mittelschule in Panevėžys ab. Danach studierte er Industrie- und Zivilbauingenieurwesen am Institut für Bauingenieurwesen Vilnius (jetzt VGTU). 1982 schloss er das Studium ab. Kazlauskas arbeitete in Managementpositionen in mehreren europäischen Unternehmen. Er war Spezialist für öffentliche Aufträge im litauischen Bildungsministerium (2002) und Sozialschutz- und Arbeitsministerium (1996–2001). Vom 9. Dezember 2008 bis 2012 ist er Umweltminister von Litauen (seine Kandidatur wurde von Tautos prisikėlimo partija unterstützt). Gediminas Kazlauskas ist parteilos.
Kazlauskas spricht Englisch und Russisch.

## Familie
Gediminas Kazlauskas hat drei Kinder. 1998 heiratete er Renata Kazlauskienė (* 1977), beide haben einen Sohn.